# Scott Humphries
Scott Humphries (ur. 26 maja 1976 w Greeley) – amerykański tenisista.

## Kariera tenisowa
Jako junior zwyciężył w roku 1994 w wielkoszlemowym Wimbledonie. W finale pokonał 7:6(5), 3:6, 6:4 Marka Philippoussisa. Ponadto był półfinalistą juniorskiego Australian Open (1994).
Karierę profesjonalną rozpoczął w roku 1995. W roku 1999 awansował do pierwszego finału turnieju rangi ATP World Tour w grze podwójnej, w Long Island. Mecz o tytuł przegrał wspólnie z Janem-Michaelem Gambillem z parą Olivier Delaître–Fabrice Santoro 5:7, 4:6. W tym samym roku doszedł do drugiego deblowego finału z Janem-Michaelem Gambillem, na kortach twardych w Sztokholmie (porażka z zespołem Piet Norval–Kevin Ullyett).
W roku 2000 wygrał swój pierwszy deblowy turniej, podczas rozgrywek w San José. Razem z Gambillem pokonali w spotkaniu finałowym parę Lucas Arnold Ker–Eric Taino 6:1, 6:4. Drugi tytuł wywalczył z Justinem Gimelstobem w Taszkencie. W tym samym roku zagrał również w 3 finałach, w Londynie, Los Angeles oraz Long Island (wszystkie z Gambillem).
W sezonie 2001 doszedł do półfinału deblowego Australian Open, co jest jego najlepszym wynikiem w startach wielkoszlemowych. W roku 2002 odniósł zwycięstwo w Costa do Sauípe. Partnerem Amerykanina był wówczas Mark Merklein, natomiast rywalami Gustavo Kuerten oraz André Sá.
W sezonie 2003 osiągnął 2 finały, najpierw w Costa do Sauípe, a potem w Tokio (oba z Markiem Merkleinem).
Najwyżej sklasyfikowany w rankingu singlistów był we wrześniu roku 1996, będąc na 260. miejscu, a w klasyfikacji deblistów w październiku 2002 roku zajmował 29. pozycję. Karierę zakończył jesienią 2004 roku. Łącznie na kortach zarobił 652 092 dolarów amerykańskich.

### Finały w turniejach ATP World Tour
| Legenda                                      |
| -------------------------------------------- |
| Wielki Szlem                                 |
| Igrzyska olimpijskie                         |
| Tennis Masters Cup / ATP Finals              |
| ATP Masters Series / ATP Tour Masters 1000   |
| ATP International Series Gold / ATP Tour 500 |
| ATP International Series / ATP Tour 250      |

#### Gra podwójna (3–7)
| Końcowy wynik | Nr | Data                | Turniej         | Nawierzchnia  | Partner             | Przeciwnicy                       | Wynik finału         |
| ------------- | -- | ------------------- | --------------- | ------------- | ------------------- | --------------------------------- | -------------------- |
| Finalista     | 1. | 29 sierpnia 1999    | Long Island     | Twarda        | Jan-Michael Gambill | Olivier Delaître Fabrice Santoro  | 5:7, 4:6             |
| Finalista     | 2. | 14 listopada 1999   | Sztokholm       | Twarda (hala) | Jan-Michael Gambill | Piet Norval Kevin Ullyett         | 5:7, 3:6             |
| Zwycięzca     | 1. | 13 lutego 2000      | San José        | Twarda (hala) | Jan-Michael Gambill | Lucas Arnold Ker Eric Taino       | 6:1, 6:4             |
| Finalista     | 3. | 27 lutego 2000      | Londyn          | Twarda (hala) | Jan-Michael Gambill | David Adams John-Laffnie de Jager | 3:6, 7:6(7), 6:7(11) |
| Finalista     | 4. | 30 lipca 2000       | Los Angeles     | Twarda        | Jan-Michael Gambill | Paul Kilderry Sandon Stolle       | walkower             |
| Finalista     | 5. | 27 sierpnia 2000    | Long Island     | Twarda        | Jan-Michael Gambill | Jonathan Stark Kevin Ullyett      | 4:6, 4:6             |
| Zwycięzca     | 2. | 17 września 2000    | Taszkent        | Twarda        | Justin Gimelstob    | Marius Barnard Robbie Koenig      | 6:3, 6:2             |
| Zwycięzca     | 3. | 15 września 2002    | Costa do Sauípe | Twarda        | Mark Merklein       | Gustavo Kuerten André Sá          | 6:3, 7:6(1)          |
| Finalista     | 6. | 14 września 2003    | Costa do Sauípe | Twarda        | Mark Merklein       | Todd Perry Thomas Shimada         | 2:6, 4:6             |
| Finalista     | 7. | 5 października 2003 | Tokio           | Twarda        | Mark Merklein       | Justin Gimelstob Nicolas Kiefer   | 7:6(6), 3:6, 6:7(4)  |